# Khướu bụi đầu đỏ
Khướu bụi đầu đỏ (danh pháp hai phần: Stachyridopsis ruficeps) là một loài chim thuộc họ Họa mi. Khướu bụi đầu đỏ phân bố nhiều nơi khác nhau, trên tiểu lục địa Ấn Độ và Đông Nam Á, đó là loài đặc hữu của Bhutan, Hồng Kông, Ấn Độ, Lào, Myanmar, Nepal, Đài Loan, Thái Lan và Việt Nam. Môi trường sống tự nhiên của nó là rừng đất thấp ẩm nhiệt đới hoặc cận nhiệt đới và rừng núi ẩm nhiệt đới hoặc cận nhiệt đới.

## Tham khảo

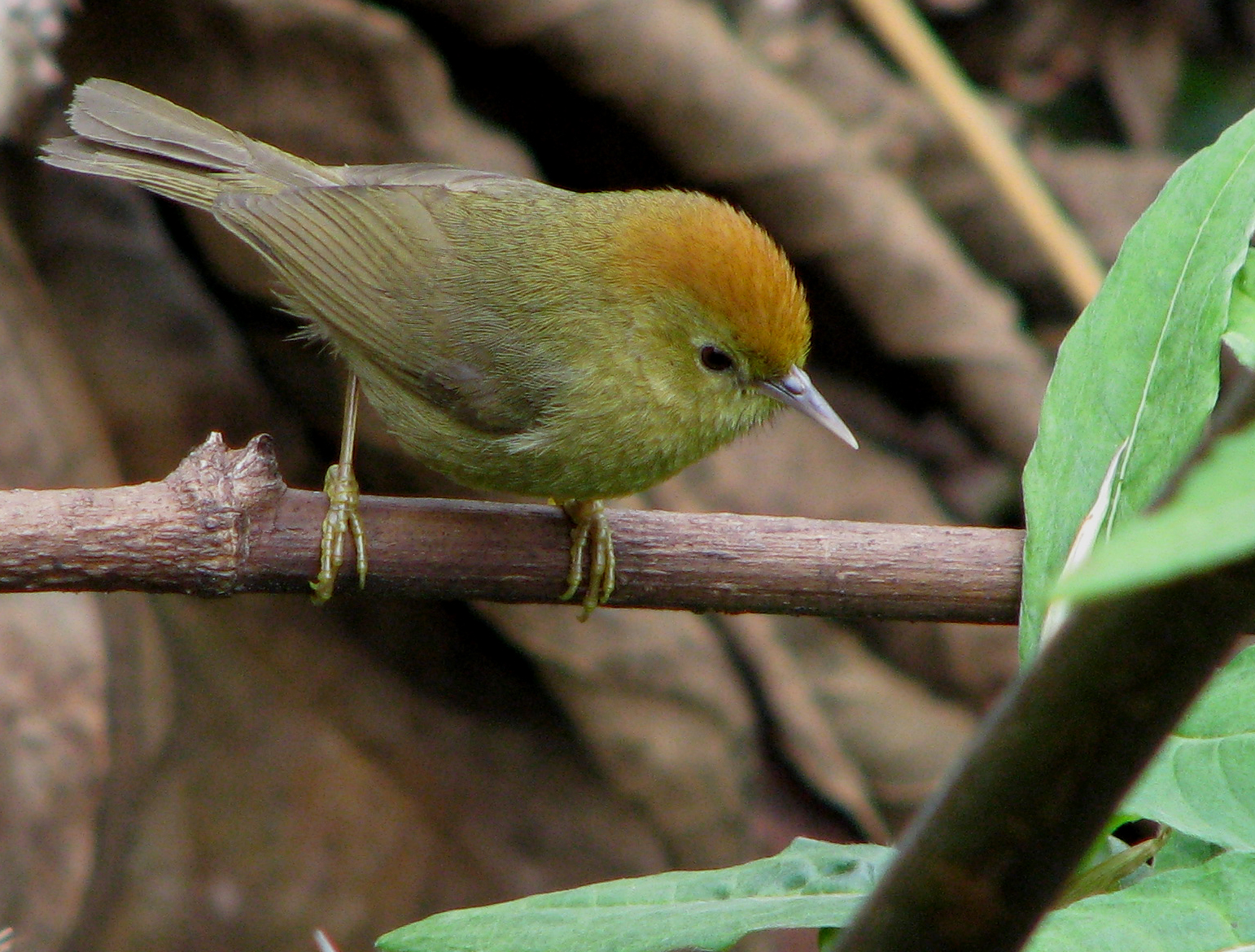
Khướu bụi đầu đỏ